# Valentín de Llanos Gutiérrez
Valentín de Llanos Gutiérrez (Valladolid, 16 de diciembre de 1795 - Madrid, 14 de agosto de 1885) fue un político liberal, traductor y escritor español en lengua inglesa del romanticismo.

## Biografía
Era hijo de Luis de Llanos, relator del Crimen y de lo Civil en la Real Chancillería de Valladolid. Aprendió inglés en el Colegio de Ingleses de dicha ciudad; más por motivos políticos (era liberal) que por hacer el habitual Grand tour europeo tras acabar los estudios universitarios, en 1814 emprendió un largo viaje por diversos países europeos que lo condujo a pasar el invierno de 1820-1821 en Roma, donde trabó amistad con el moribundo poeta John Keats (1795-1821); al fallecer este de tuberculosis, marchó a Londres en 1826 a visitar a su familia y se enamoró de su hermana pequeña, la también poetisa "Fanny" o Frances Mary Keats (1803-1889); se estableció en Londres y se casó con ella en 1828; de ella tuvo cuatro hijos: el pintor Juan Llanos y Keats; Isabel, Rosa y el también pintor Luis Jorge de Llanos Keats.
En Londres emprendió una carrera de escritor en inglés, como Telesforo de Trueba y Cossío y José María Blanco White, y publicó un folleto en 1822 para defender la independencia de las colonias hispanoamericanas, dedicado al vicepresidente colombiano Francisco Antonio Zea. Cuando llegaron los emigrados liberales españoles al barrio de Somers Town en Londres, frecuentó sus círculos; publicó en inglés una gramática española en 1824 y experimentó la inevitable influencia de Walter Scott al escribir novelas históricas como Don Esteban or Memoirs of a Spaniard (1825), bastante autobiográfica, que transcurre en una España revuelta desde la Guerra de la Independencia y donde el pueblo se cobraba no solo la cabeza de sus enemigos franceses, sino la de los generales españoles que fracasaban ante las tropas napoleónicas, como Ceballos; la obra concluye con el levantamiento de Rafael del Riego. La segunda es Sandoval, or the Freemason (1826), donde se describen las conspiraciones liberales en el ejército español entre 1814 y 1820. Tanto en la primera como en la segunda se combinan historia reciente y costumbrismo; aún escribió una novela más que quedó inacabada e inédita, The spanish exile, sobre el exilio europeo de los emigrados liberales españoles; estas obras constituyen en cierto modo una trilogía. En 1827 tradujo al inglés las Memorias de Juan van Halen en dos volúmenes.
Volvió con los demás liberales españoles y su esposa a España a la muerte de Fernando VII (1833), y dos años más tarde fue nombrado secretario particular de Juan Álvarez Mendizábal, a quien había conocido en sus apuros londinenses. Bajo su protección ocupó un escaño por Valladolid en el Congreso de los Diputados en 1833, fue procurador por Valladolid en las Cortes de 1836 y además diputado en sus constituyentes (1836-1837) y formó parte de la Junta Provisional formada en Madrid tras el pronunciamiento de septiembre de 1840 contra la Reina Regente. Del 1 de julio al 15 de noviembre de 1856 fue alcalde de Valladolid, y fue también cónsul de España en Gibraltar y director de la Compañía del Canal de Castilla. Por supuesto, se benefició de la compra de Bienes Nacionales en la desamortización, pero tuvo varias malas rachas de fortuna y tras La Gloriosa quedó en condiciones precarias; incluso tuvo que dedicarse a la traducción de dramas ingleses. Falleció en Madrid el 14 de agosto de 1885, y Fanny Keats le sobrevivió apenas cuatro años, pues falleció en 1889.

## Obras
- Representación al soberano pueblo español sobre la emancipación de todas sus colonias en las diversas partes del globo, Londres, Baldwin, Cradock y Joy, 1822; tuvo una segunda edición en Londres, 1828, pero con dedicatoria al pueblo mexicano, de la que hay ed. facsímil moderna en Madrid, 1984.
- A Catechism of Spanish Grammar, London, F. and W. B. Whittaker, 1824
- Memoirs of Ferdinand VII. King of the Spains, London, Hurst, Robinson and Co., 1824
- Don Esteban or, Memoirs of a Spaniard written by himself, London, Henry Colburn, 1825, 3 vols.
- Sandoval or the Freemason, a spanish tale, London, H. Colburn, 1826, 3 vols.
- Traducción al inglés de Narrative of Don Juan van Halen's imprisonment... (1827 y 1830).